# Minerva (Ohio)
Minerva ist ein Village in Stark, Columbiana und Carroll County im US-Bundesstaat Ohio. Das U.S. Census Bureau hat bei der Volkszählung 2020 eine Einwohnerzahl von 3684 ermittelt.

## Geographie und Verkehr
Minerva lag am Great Trail, einer Wegeverbindung, die die nordamerikanischen Ureinwohner zwischen dem Gebiet der Großen Seen und den späteren Neuengland-Staaten an der Atlantikküste angelegt hatten. Obwohl der Great Trail später oft als "Kriegspfad" bezeichnet wurde, war er doch hauptsächlich eine Handelsverbindung. An Stelle des Great Trails führt heute die Ohio State Route 183 (SR-183), die in Minerva vom U.S. Highway 30 abzweigt, durch das Carroll County nach Malvern. Es gibt einen „historischen Marker“ über den Great Trail an der Kreuzung Linden Road und SR-183 im Westen von Minerva. 
Entlang des Trails im heutigen Gebiet von Minerva sollen französische Truppen, die 1755 oder 1758 vor herannahenden Briten geflüchtet waren, einen Schatz vergraben haben. Der Schatz wurde niemals gefunden, aber heute wird jährlich das Festival of the French Lost Gold in Minerva gefeiert.

## Geschichte
Das erste Land in dieser Gegend bekam Issac Craig im Jahr 1813. John Whitacre, ein Vermesser, der im Columbiana County wohnte, erkannte die Chance, bei einem Wasserfall im Little Sandy Creek eine Mühle mit einem Wasserrad zu errichten. 1818 kaufte Whitacre das 50 Hektar große Gebiet am Little Sandy Creek, der später ein Teil des Sandy Beaver Canal wurde und baute noch im selben Jahr die Mühle. Die Stadt wurde nach John Whitacres Nichte, Minerva Ann Taylor, benannt. Die Blockhütte, in der Minerva Ann geboren wurde, ist heute noch erhalten und steht in der Nähe des Ortes, wo einst die Mühle errichtet worden war.
Das erste Schulhaus entstand 1846. Nachdem der Sandy Beaver Canal in den 1840er-Jahren zunehmend an Bedeutung verloren hatte, kam die Eisenbahn als wichtigstes Transportmittel nach Minerva. 1868 wurde aus Pennsylvania eine Bahnstrecke nach Minerva errichtet. Die Brüder Willard und Issac Pennock fertigten den ersten Eisenbahnwaggon, der auch wirklich aus Eisen bestand, und bekamen ein Patent darauf.

## Bedeutende Persönlichkeiten
- Charles Erwin Wilson (1890–1961), geboren in Minerva, Verteidigungsminister unter Präsident Dwight D. Eisenhower
- William McKinley (1843–1901), 25. Präsident der Vereinigten Staaten, verbrachte die Sommermonate meist auf der wenige Meilen östlich von Minerva gelegenen McKinley Farm.